# La Quinzaine littéraire
A La Quinzaine littéraire – később La Nouvelle Quinzaine littéraire (NQL), majd 2019-től Quinzaines – 1966 alapított francia irodalmi folyóirat, szerkesztősége Párizsban van. A cím jelentése: 'irodalmi kéthetes' vagy 'kétheti irodalom'.
A folyóirat beszámol az új irodalmi és kulturális eseményekről, interjúkat készít írókkal és a kultúra más jelentős személyiségeivel, ismertetőket, kritikákat közöl a frankofón (francia nyelvű) közösség könyveiről, új irodalmi műveiről, valamint klasszikus művek újraolvasására hívja az olvasókat. Alkalmanként külön lapszámokat szentel egyes személyiségeknek, eseményeknek vagy témáknak.

## Története
A folyóiratot 1966 márciusában két irodalmár, François Erval és Maurice Nadeau alapította a SELIS cégen belül. Az első igazgató, François Erval az 1970-es években megvált a laptól, 1999-ben halt meg. 
2012-ben a SELIS kiadó egy bírósági per következtében csődbe jutott. Maurice Nadeau lapigazgató lépéseket tett a kiadvány megmentése érdekében, de 2013 júniusában meghalt. A bíróság elfogadta a lap újraindításának Patricia De Pas által benyújtott tervét, és a megalakuló új kiadó hivatalosan az előző vállalat jogutóda lett, igazgatója Patricia De Pas. A folyóirat kiadása 2013. november 1-én La Nouvelle Quinzaine littéraire (NQL) néven folytatódott.
A folyóirat irányultságáról az igazgatónő és a szerkesztőség között hónapokig tartó vita folyt.  Végül 2015-ben a szerkesztők jelentős része megvált a laptól és 2016. januárban saját internetes irodalmi kiadványt indított, melynek címe utal az alapító Maurice Nadeau szellemére: En Attendant Nadeau. (Magyarul: Nadeau-ra várva. A cím utalás Samuel Beckett Godot-ra várva című darabjára.)
A La Nouvelle Quinzaine littéraire új szerkesztőkkel, újabb rovatok indításával folytatta a megjelenést. 2019. január 1-jén a Patricia De Pas és Gilles Nadeau (az alapító fia) közötti vitát követően a lap címe Quinzaines-re változott. 2020. január 1-jétől a folyóirat havonta jelenik meg.